# Бальмонт Костянтин Дмитрович
Костянти́н Дми́трович Бальмо́нт (рос. Константин Дмитриевич Бальмонт, *4 (16) червня 1867, село Гумнищі Володимирської губернії — 24 грудня 1942, Париж, похований у Нуазі-ле-Гран) — російський поет.

## Біографія
Навчався у Московському університеті.
1887 був виключений за участь у студентському русі.
Вітав падіння царського режиму в Росії, але не визнав більшовицького Жовтневого заколоту й урешті-решт залишив батьківщину.
В еміграції — з 1920 року. Жив у Парижі, де його іменем названий сквер.
Багато мандрував: Англія, Франція, Голландія, Італія, Іспанія, Мексика, США. 1912 року — здійснив навколосвітню подорож (Лондон, Плімут, Канарські острови, Південна Африка, Мадагаскар, Південна Австралія, Полінезія, Нова Гвінея, Цейлон…).
Про українське коріння родини Бальмонтів свідчила дружина поета О.Андрєєва-Бальмонт: «Прадід батька поета був сержантом в однім з кавалерійських лейб-гвардійських полків імператриці Катерини ІІ Баламут… Цей документ на пергаменті і з печатями зберігався у нас. В Україні й зараз є досить поширене прізвище Баламут. Прадід поета Іван Андрійович Баламут був херсонським поміщиком… Як прізвище Баламут трансформувалось в Бальмонт мені не вдалося встановити».
Проте з листування самого Б. з литовським поетом Людасом Ґіра витікає, що прізвище Балмут має не українське, а литовське коріння (Балмутіс). Цій темі присвячено окрему розвідку В. Баделіна, який досліджував родовід Б. (По семейному преданию, прадед отца поэта по имени Ян Балмутис (Иван Баламут) был сержантом кавалерийского лейб-гвардейского полка императрицы Екатерины II и на Херсонщину переселился из Литвы (Курляндии?). Ср.: В. И. Баделин, П. В. Куприяновский. К родословной К. Бальмонта // Русская литература. 1987. № 2. С. 210 - 212). Сам Б. у листі до Ґіре писав: "Есть ли в Литве кто-нибудь с именем Бальмонт или Балмут, как звался мой прадед из Херсонской губернии?"
Мати поета Віра Миколаївна Бальмонт (1843—1909) походила з ярославських дворян. Народилася вона в Кам'янці-Подільському, де служив її батько — Микола Семенович Лебедєв. Пізніше він став генералом .

## Творчість
Книги «Збірник віршів» (1890), «Під північним небом» (1894) навіяні пізньою народницькою поезією, сповнені гуманізму, громадянської скорботи, самозречення. Збірки «Палаючі будинки» (1900), «Будемо як сонце» (1902), «Тільки любов» (1903) свідчили про утвердження Бальмонта на позиціях символізму, декадентського індивідуалізму.
Поезія Бальмонта набула рис занепадницького характеру (збірки «Літургія краси», 1905; «Злі чари», 1906; «Жар-птиця», 1907). У збірках «Заграва зір» (1912), «Білий зодчий» (1914), «Сонети сонця, меду й місяця» (1917) переважає імпресіоністська лірика.
Найкращі вірші Бальмонта відзначаються музичністю і вишуканим внутрішнім римуванням. До збірок «Гірські вершини» (1904), «Білі зірниці» (1908), «Морське світіння» (1910) увійшли і статті про літературу.
Бальмонту належить перший повний російський переклад поеми «Витязь в тигровій шкурі» Шота Руставелі (1910) та віршований переклад «Слова о полку Ігоревім» (1930). Вірш «Коваль» у перекладі Г. Супруненко (1908) вміщено в альманахах «Терновий вінок» та «Українська муза». Вірш «Слов'янське древо» переклав Р. Лубківський. Переспіви з Бальмонта є у Дмитра Загула (вірші «В столиці», «Скандинавська пісня», «Човен утоми» тощо, 1908).
Про К.Бальмонта — «Паганіні російського вірша», М.Цвєтаєва говорила: «Оволодівши 16-ма (здається) мовами, він говорив і писав особливою 17-ю мовою — бальмонтівською». Для К.Бальмонта поезія жила насамперед в звучанні слів. Його естетичним гаслом було Верленівське: «De la musique avant toute chose» — «Музика понад усе».

## Твори
- Избранное. М., 1980;
- Укр. перекл. — У світі понад чуття. К., 1918.

Автор книжок: «В безмежжі», «Тиша», «Будемо немов сонце», «Лише кохання», «Пісні месника», «Моє — їй», «Марево», «Блакитна підкова».

## Вшанування пам'яті
5315 Бальмонт — астероїд, названий на честь поета.
12 травня 2011 за ініціативою Фонду Юргіса Балтрушайтіса в Вільнюсі в районі Жверінас відкрито пам'ятник Бальмонту роботи скульптора Міндаугаса Шніпаса й архітектора Таураса Будзіса.